# Green's Creek
Green's Creek är ett vattendrag i Kanada.   Det ligger i provinsen Ontario, i den sydöstra delen av landet, 10 km öster om huvudstaden Ottawa.
Omgivningarna runt Green's Creek är en mosaik av jordbruksmark och naturlig växtlighet. Runt Green's Creek är det tätbefolkat, med 397 invånare per kvadratkilometer.